# Catalina Ferrand
Maria Catalina Ferrand Vignale (Montevideo, 15 de agosto de 1975) es una presentadora de televisión y actriz uruguaya.

## Biografía
Ferrand nació y creció en el barrio Pocitos de Montevideo. Hija de un capitán mercante y una profesora de piano, tiene un hermano en común de su madre y padre, y dos hermanas por parte de padre. Asistió al Colegio Seminario, y tomó clases de teatro desde lo trece hasta los diecinueve años de edad.
Su primera aparición en la televisión fue en el año 2002, en el programa En la tarde emitido por Canal 10. En ese entonces se desempeñaba como instructora de fitness y como profesora de yoga y baile, y tras filmar un video de gimnasia para la suscripción de una revista, fue contactada por la cadena. Un año más tarde fue fichada como notera en el programa de Teledoce Verano del..., participando de cuatro temporadas, al tiempo que continuaba impartiendo clases de gimnasia. Su salto definitivo a la popularidad se dio en 2010, cuando se estrenó en la conducción del magacín Día perfecto, el cual permanecería en el aire hasta 2015.
En mayo de 2016 fichó como conductora, junto a Fito Galli, del magacín matutino de VTV, Día a día. En 2018 condujo un bloque de la vigésima tercera entrega de los Premios Iris, en representación de VTV. Ese año comenzó a conducir Acá te quiero ver; el programa, que contaba con la participación de Nelson Burgos, Martín Pacheco y Yanina Kesman, duró un año en el aire, siendo retirado a fines de marzo de 2019 por una "decisión empresarial" de la productora. En febrero de 2020 debutó en el carnaval como integrante de la revista La Compañía, y desde agosto de ese año condujo la edición de mujeres del programa de Teledoce, La culpa es de Colón, junto a un equipo de humoristas. A inicios de julio de 2022 se anunció que debido a cambios en la programación de la cadena, el la versión femenina del programa sería levantado del aire, siendo su última emisión el 21 de julio.

## Trayectoria

### Televisión
| Programas | Programas             | Programas | Programas                       |
| Año       | Título                | Canal     | Rol                             |
| --------- | --------------------- | --------- | ------------------------------- |
| 2002      | En la tarde           | Canal 10  | Notera                          |
| 2003-2006 | Verano del...         | Teledoce  | Notera                          |
| 2010-2015 | Día perfecto          | Teledoce  | Coconductora                    |
| 2016-2018 | Día a día             | VTV       | Coconductora                    |
| 2018-2019 | Acá te quiero ver     | VTV       | Conductora                      |
| 2020-2022 | La culpa es de Colón  | Teledoce  | Conductora                      |
| 2022      | ¿Quién es la máscara? | Teledoce  | Investigadora invitada          |
| 2023      | ¿Quién es la máscara? | Teledoce  | Concursante; 8.ª desenmascarada |
| 2024      | Fuego sagrado         | Teledoce  | Concursante; 8.ª eliminada      |

### Teatro
| Año       | Título        | Dirección                         |
| --------- | ------------- | --------------------------------- |
| 2024      | ParaAnormales | Adriana Da Silva                  |
| 2023      | Bajo terapia  | Alvaro Ahunchain                  |
| 2022      | Disculpadas   | Federico Longo                    |
| 2021-2022 | Taitantos     | Adriana Da Silva                  |
| 2019      | Copadas       | Diego Devincenzi - Yoni Kurlender |
| 2017-2018 | Falladas      | José María Muscari                |

## Vida personal
Ferrand cursó la carrera de relaciones internacionales en la Universidad de la República, y realizó un instructorado en fitness en Buenos Aires. En 1998, a su regreso a Uruguay comenzó a impartir clases en un club. En abril de 2012 contrajo matrimonio con el periodista deportivo y presentador Federico Buysán. Ambos tienen dos hijasː Cayetana y Simona.

## Premios y nominaciones
| Año  | Premios     | Categoría                   | Trabajo nominado | Resultado |
| ---- | ----------- | --------------------------- | ---------------- | --------- |
| 2012 | Premio Iris | Mejor conductora            | Día perfecto     | Nominada  |
| 2014 | Premio Iris | Mejor conductora de magacín | Día perfecto     | Nominada  |
| 2017 | Premio Iris | Mejor conductora            | Día a día        | Nominada  |
| 2018 | Premio Iris | Mejor conductora            | Día a día        | Nominada  |